# Tian di ying xiong
Tian di ying xiong (en xinès simplificat: 天地英雄; en xinès tradicional: 天地英雄; en pinyin: Tiāndì Yīngxíong), que es pot traduir com Cel i terra, és una pel·lícula de la República Popular de la Xina i de Hong Kong del 2003, dirigida per Ping He i comercialitzada a Catalunya amb el nom, en castellà, de Guerreros del cielo y la tierra.
El film està ambientat en els temps de la dinastia Tang. Els paisatges són bellíssims, vinculats a la ruta de la Seda, travessant el desert de Gobi. La pel·lícula està inspirada en els Set samurais, Shichinin no Samurai, d'Akira Kurosawa, i s'hi ressalten els valors de l'honor i camaraderia.

## Argument
L'acció se centra en dos protagonistes: el lloctinent Li i l'emissari japonès Lai Xi, consumats experts amb l'espasa. Lai Xi, que ha servit a l'emperador xinès durant dècades, vol tornar al Japó, però ho farà si té èxit en una darrera missió: capturar Li, acusat d'haver-se amotinat en negar-se a executar l'ordre de matar dones i nens presoners de l'ètnia turca dels göktürk. Després de trobar-lo, es barallen, però, finalment, arriben a l'acord de cavallers de posposar la lluita per ajudar que una caravana, que transporta una preuada relíquia budista, custodiada per un monjo, arribi a la seva destinació. La caravana, la segueix el mestre An, que hi té molt interès.